# Shire of Westonia
Shire of Westonia is een lokaal bestuursgebied (LGA) in de regio Wheatbelt in West-Australië.

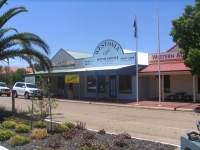
kantoren Shire of Westonia

## Geschiedenis
Op 30 juni 1916 werd het Westonia Road District opgericht.  Ten gevolge de Local Government Act van 1960 veranderde het district op 23 juni 1961 van naam en werd de Shire of Westonia.

## Beschrijving
Shire of Westonia is een landbouwdistrict in de regio Wheatbelt. Er worden hoofdzakelijk schapen en graan geteeld. Er is ook een goudmijn actief. Het district is 3.304 km² groot en ligt ongeveer 310 kilometer ten oosten van de West-Australische hoofdstad Perth.
Tijdens de volkstelling van 2021 telde Shire of Westonia 248 inwoners. Minder dan 5 % van de bevolking gaf aan van inheemse afkomst te zijn. De hoofdplaats is Westonia.

## Plaatsen, dorpen en lokaliteiten
- Westonia
- Boodarockin
- Carrabin
- Walgoolan
- Warrachuppin
- Warralakin

## Bevolkingsevolutie
| Jaar | Bevolkingsaantal |
| ---- | ---------------- |
| 1921 | 842              |
| 1933 | 1.032            |
| 1947 | 547              |
| 1954 | 487              |
| 1961 | 435              |
| 1966 | 612              |
| 1971 | 473              |
| 1976 | 510              |
| 1981 | 453              |
| 1986 | 484              |
| 1991 | 282              |
| 1996 | 292              |
| 2001 | 237              |
| 2006 | 213              |
| 2011 | 277              |
| 2016 | 304              |
| 2021 | 248              |